# Andrea Minguzzi
Andrea Minguzzi (n. 1 februarie 1982, Castel San Pietro Terme, Emilia-Romagna, Italia) este un luptător ce a reprezentat Italia, medaliat olimpic. A participat la 2 ediții ale Jocurilor Olimpice (2004, 2008) în care a câștigat o medalie de aur.